# Погребален монумент на Гай Вибий Кварт
Погребалният монумент на Гай Вибий Кварт (на гръцки: Το ρωμαϊκο μνημειο του Caius Vibius) е римски надгробен паметник (стела) от I век от н. е. в Кавалско, Гърция.

## Местоположение
Монументът се намира в югоизточната част на Драмското поле, северно от град Кавала, в югозападното подножие на планината Урвил (Ори Леканис). Лежи на 2 km източно от развалините на античния град Филипи и на 500 m югозападно от градчето Кринидес (Рахча). Край него е минавал пътят Виа Егнация. На няколко десетки метра на запад е праисторическата селищна могила Дикили Таш.

## Име
Името Дикили Таш, използвано днес за праисторическото селище, идва от турското Dikili Taş, което означава „Изправен камък“ и първоначално е обозначавало погребалния монумент на Гай Вибий Кварт.

## Описание
Паметникът представлява 4 m висок монолит, датиращ от I век от н. е. Две от четирите му страни носят надпис, който се отнася за кариерата на римския офицер Кай Вибий Кварт. Няма обаче доказателства, че гробът му наистина лежи отдолу.
Според Леон Юзе, посетил мястото в 1876 година, „едно суеверие свързва белия прах, който се получава чрез остъргване на мрамора на Дикили Таш, със способността да се произвежда мляко от кърмещи майки: той е бил изяден от ножовете на селяните... над половината от надписа е унищожен по този начин“.

## Текст
| Латински C(aius) Vibius C(aii) f(ilius) Cor(nelia) Quartus mil(es) leg(ionis) V Macedonic(ae) decur(io) alae Scubulor(um) praef(ectus) coh(ortis) III Cyreneic(ae) trib(unus) leg(ionis) II Augustae praef(ectus) [---] | Български Кай Вибий Кварт, син на Кай, от трибата Корнелии, войник от V Македонски легион, декурион на Алата на Скубулите, префект на III Киренайкенска кохорта, военен трибун на II Августов легион, префект... |